# Estola nigrosignata
Estola nigrosignata är en skalbaggsart som beskrevs av Stefan von Breuning 1940. Estola nigrosignata ingår i släktet Estola och familjen långhorningar. Inga underarter finns listade i Catalogue of Life.